# Tatsuhiro Sakamoto
Pour les articles homonymes, voir Sakamoto.
Tatsuhiro Sakamoto (坂元 達裕, Sakamoto Tatsuhiro) né le 22 octobre 1996 à Tokyo au Japon, est un footballeur international japonais qui joue actuellement au poste d'ailier droit à Coventry City.

## Biographie

### Débuts
Né à Tokyo au Japon, Tatsuhiro Sakamoto rejoint le Montedio Yamagata en 2019, en provenance de l'Université Tōyō. Il découvre avec ce club la J. League 2, la deuxième division japonsaie.

### Cerezo Osaka
Tatsuhiro Sakamoto rejoint le Cerezo Osaka en janvier 2020. Il joue son premier match sous ses nouvelles couleurs le 16 février 2020, lors d'une rencontre de coupe de la Ligue japonaise face au Matsumoto Yamaga FC. Il est titulaire lors de cette rencontre remportée par son équipe sur le score de quatre buts à un. Il joue son premier match de J. League, la première division japonaise, le 22 février 2020, lors de la première journée de la saison 2020 contre l'Oita Trinita. Il est titularisé et son équipe s'impose (1-0). Il inscrit son premier but pour le Cerezo Osaka le 26 juillet 2020, lors d'un match de championnat contre le Sagan Tosu. Son but permet à son équipe de prendre le point du match nul (1-1 score final).

### KV Ostende
Le 5 janvier 2022, Tatsuhiro Sakamoto est prêté avec option d'achat au club belge du KV Ostende jusqu'à la fin de la saison.
Le 26 mai 2022, Sakamoto est transféré définitivement au KV Ostende, qu'il rejoint officiellement au 1er juillet 2022.

### Coventry City
Le 10 juillet 2023, Tatsuhiro Sakamoto rejoint Coventry City. Il signe un contrat de trois ans, soit jusqu'en juin 2026.

### En sélection
En mars 2021, Tatsuhiro Sakamoto est retenu pour la première fois avec l'équipe nationale du Japon, mais il doit déclarer forfait à cause d'une blessure. En mai 2021, il est à nouveau appelé pour les matchs du mois de juin. Il honore sa première sélection le 7 juin 2021 contre le Tadjikistan. Il entre en jeu à la place de Genki Haraguchi lors de cette rencontre remportée par son équipe (4-1 score final).